# 주상규
주상규는 대한민국의 텔레비전 드라마 연출감독이다.

## 드라마
- 2018년 JTBC 금토 미니시리즈 《밥 잘 사주는 예쁜 누나》 ...프로듀서
- 2024년 tvN 주말 미니시리즈 《감사합니다》 ... 공동연출